# Floriano Vieira Peixoto
Pour les articles homonymes, voir Floriano Peixoto.
Le maréchal Floriano Vieira Peixoto, né le 30 avril 1839 à Ipioca, Maceió, Alagoas, et mort le 29 juin 1895 à Barra Mansa, est un militaire et homme d'État brésilien  Premier vice-président et deuxième président de la république des États-Unis du Brésil, il gouverne du 23 novembre 1891 au 15 novembre 1894.

## Biographie

### Carrière militaire
Entré dans l'armée en 1857, il entre l'année suivante à l'École militaire de Rio de Janeiro et devient premier-lieutenant en 1863. Il occupe des fonctions subalternes jusqu'à la guerre de la Triple Alliance où il devient lieutenant-colonel. 

### Président de la République
Floriano Peixoto est maréchal quand il est élu vice-président en 1891. Il accède à la présidence à la suite de la démission du maréchal Deodoro da Fonseca, premier président de la république des États-Unis du Brésil à la suite de la chute de la monarchie en 1889. Floriano Peixoto accède à la présidence lors d'une période difficile de la Première République. En outre, son accession à la présidence a été jugée anticonstitutionnelle, l'article 42 de la Constitution indiquait que, en cas de démission du président, le vice-président n'assumait la présidence que si le président démissionnaire avait effectué au moins la moitié de son mandat.
Floriano Peixoto vient à bout d'une révolte d'officiers de la marine qui dure de septembre 1893 à mars 1894 ainsi que d'un mouvement de sédition militaire à Rio Grande do Sul. Sa politique est marquée par une centralisation accrue des pouvoirs et le nationalisme. Il supprime les journaux d’opposition et persécute les opposants. Il est membre de la franc-maçonnerie.

### Héritage

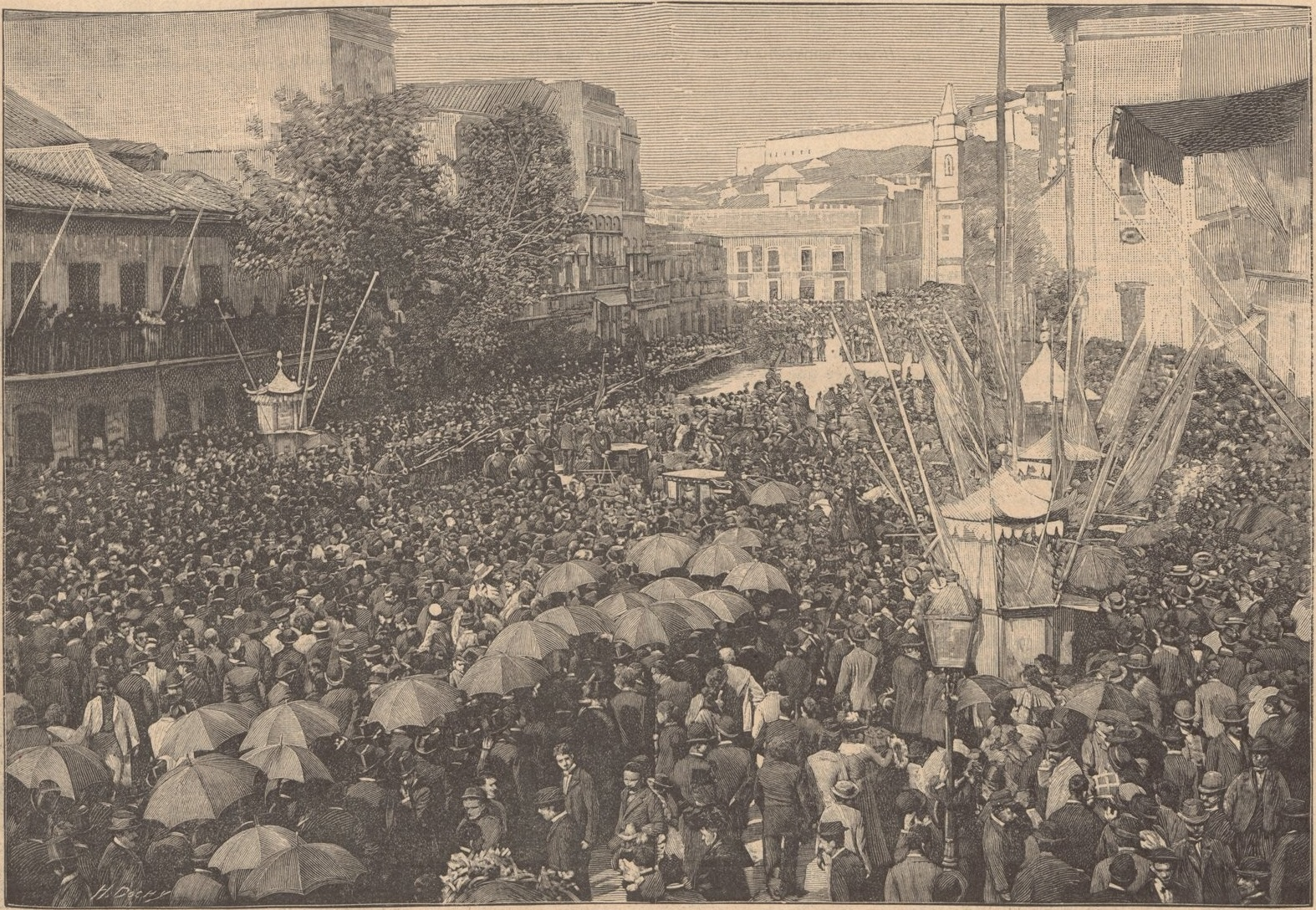
Funérailles du Maréchal Peixoto : Le corps passant devant l'armée à la sortie de l'église, 6 juillet 1895 (Photographie Marc Ferrez).

Floriano Peixoto est souvent surnommé « le Consolidateur de la République » ou « le Maréchal d'acier ». Il quitte la présidence le 15 novembre 1894 mais malgré son impopularité, il a assuré la consolidation du nouveau gouvernement républicain. En son hommage le nom de Florianópolis a été donné à la capitale de l'État de Santa Catarina.